# فيلي كالاغان (لاعب كرة قدم)
فيلي كالاغان (بالإنجليزية: Willie Callaghan)‏ هو لاعب كرة قدم بريطاني، ولد في 12 فبراير 1943 في كودنبيت ‏ في المملكة المتحدة. شارك مع منتخب اسكتلندا لكرة القدم. أما مع النوادي، فقد لعب مع دونفرملين أثلتيك ونادي كاودينبيث لكرة القدم.